# John N. Wheeler
John Neville Wheeler est un journaliste américain.

## Biographie
Wheeler naît le 11 avril 1886 à Yonkers.
En 1913, Wheeler, alors journaliste sportif pour le New York Herald, crée le réseau de syndication Wheeler, qui se spécialise en articles de sport à envoyer aux journaux d'Amérique du Nord. La même année, il signe un partenariat de distribution avec les dessinateurs Bud Fisher et Fontaine Fox, ajoutant leur contenu à son réseau.
Sa femme Elizabeth et lui ont une fille, Elizabeth.
Il est président du conseil d'administration de la North American Newspaper Alliance (en) et fonde le Bell Syndicate.
Il meurt à Ridgefield le 13 octobre 1973, à 87 ans, et est enterré au cimetière Maple Shade de Ridgefield.                                                 